# Scincella melanosticta
Espèce
Synonymes
- Lygosoma melanosticta Boulenger, 1887
- Leiolopisma melanosticta (Boulenger, 1887)
- Leiolopisma siamensis Taylor & Elbel, 1958
- Scincella siamensis (Taylor & Elbel, 1958)
- Leiolopisma kohtaoensis Cochran, 1927

Scincella melanosticta est une espèce de sauriens de la famille des Scincidae.

## Répartition
Cette espèce se rencontre :
- en Thaïlande ;
- dans le sud du Viêt Nam ;
- en Birmanie

Sa présence est incertaine au Cambodge et au Laos.

## Liste des sous-espèces
Selon The Reptile Database (3 décembre 2012) :
- Scincella melanosticta kohtaoensis (Cochran, 1927)
- Scincella melanosticta melanosticta (Boulenger, 1887)

## Publications originales
- Boulenger, 1887 : An account of the reptiles and batrachians obtained in Tenasserim by M. L. Fea of the Genoa Civic Museum. Annali del Museo Civico di Storia Naturale di Genova, sér. 2, vol. 5, p. 474-486 (texte intégral).
- Cochran, 1927 : New reptiles and batrachians collected by Dr Hugh M. Smith in Siam. Proceedings of the Biological Society of Washington, vol. 40, p. 179–192 (texte intégral).